# سامردیل (پنسیلوانیا)
سامردیل (به انگلیسی: Summerdale) یک منطقهٔ مسکونی در ایالات متحده آمریکا است که در شهرستان کامبرلند، پنسیلوانیا واقع شده‌است. سامردیل ۰٫۳ کیلومتر مربع مساحت دارد.